# Avize
Avize és un municipi francès, situat al departament del Marne i a la regió del Gran Est. L'any 2007 tenia 1.615 habitants.

## Demografia

### Població
El 2007 la població de fet d'Avize era de 1.615 persones. Hi havia 648 famílies, de les quals 208 eren unipersonals (64 homes vivint sols i 144 dones vivint soles), 208 parelles sense fills, 196 parelles amb fills i 36 famílies monoparentals amb fills.
La població ha evolucionat segons el següent gràfic:
Habitants censats

### Habitatges
El 2007 hi havia 731 habitatges, 651 eren l'habitatge principal de la família, 13 eren segones residències i 67 estaven desocupats. 566 eren cases i 164 eren apartaments. Dels 651 habitatges principals, 418 estaven ocupats pels seus propietaris, 191 estaven llogats i ocupats pels llogaters i 42 estaven cedits a títol gratuït; 47 tenien una cambra, 39 en tenien dues, 88 en tenien tres, 157 en tenien quatre i 320 en tenien cinc o més. 483 habitatges disposaven pel capbaix d'una plaça de pàrquing. A 312 habitatges hi havia un automòbil i a 265 n'hi havia dos o més.

### Piràmide de població
La piràmide de població per edats i sexe el 2009 era:
| Homes | Edats   | Dones |
| ----- | ------- | ----- |
| 0     | 95 o +  | 4     |
| 16    | 90 a 94 | 24    |
| 4     | 85 a 89 | 28    |
| 12    | 80 a 84 | 28    |
| 32    | 75 a 79 | 40    |
| 32    | 70 a 74 | 44    |
| 48    | 65 a 69 | 40    |
| 48    | 60 a 64 | 36    |
| 28    | 55 a 59 | 48    |
| 80    | 50 a 54 | 52    |
| 64    | 45 a 49 | 60    |
| 32    | 40 a 44 | 52    |
| 56    | 35 a 39 | 64    |
| 68    | 30 a 34 | 44    |
| 64    | 25 a 29 | 44    |
| 48    | 20 a 24 | 32    |
| 56    | 15 a 19 | 52    |
| 56    | 10 a 14 | 28    |
| 48    | 5 a 9   | 44    |
| 36    | 0 a 4   | 36    |

## Economia
El 2007 la població en edat de treballar era de 1.030 persones, 723 eren actives i 307 eren inactives. De les 723 persones actives 687 estaven ocupades (371 homes i 316 dones) i 36 estaven aturades (20 homes i 16 dones). De les 307 persones inactives 96 estaven jubilades, 150 estaven estudiant i 61 estaven classificades com a «altres inactius».

### Ingressos
El 2009 a Avize hi havia 649 unitats fiscals que integraven 1.532,5 persones, la mediana anual d'ingressos fiscals per persona era de 22.724 €.

### Activitats econòmiques
Dels 93 establiments que hi havia el 2007, 17 eren d'empreses alimentàries, 1 d'una empresa de fabricació d'altres productes industrials, 6 d'empreses de construcció, 23 d'empreses de comerç i reparació d'automòbils, 3 d'empreses de transport, 5 d'empreses d'hostatgeria i restauració, 4 d'empreses financeres, 3 d'empreses immobiliàries, 4 d'empreses de serveis, 18 d'entitats de l'administració pública i 9 d'empreses classificades com a «altres activitats de serveis».
Dels 20 establiments de servei als particulars que hi havia el 2009, 1 era una oficina d'administració d'Hisenda pública, 1 gendarmeria, 1 oficina de correu, 2 oficines bancàries, 2 tallers de reparació d'automòbils i de material agrícola, 3 guixaires pintors, 2 lampisteries, 3 perruqueries, 2 restaurants, 1 tintoreria i 2 salons de bellesa.
Dels 10 establiments comercials que hi havia el 2009, 1 era una botiga de més de 120 m², 3 fleques, 2 carnisseries, 2 drogueries i 2 floristeries.
L'any 2000 a Avize hi havia 219 explotacions agrícoles que ocupaven un total de 450 hectàrees.

## Equipaments sanitaris i escolars
L'únic equipament sanitari que hi havia el 2009 era una farmàcia.
El 2009 hi havia 1 escola maternal i 1 escola elemental. Avize disposava d'un col·legi d'educació secundària amb 325 alumnes.

## Poblacions més properes
El següent diagrama mostra les poblacions més properes.